# 幌内保駅
座標: 北緯48度26分20秒 東経142度42分40秒 / 北緯48.43889度 東経142.71111度
幌内保駅（ほろないぽえき）は、かつて樺太元泊郡元泊村に存在した鉄道省樺太東線の駅である。

## 歴史
- 1936年（昭和11年）9月11日：樺太鉄道の（貨）幌内保荷扱所として開業。
- 1941年（昭和16年）4月1日：樺太鉄道の国有化により、樺太庁鉄道東海岸線の駅となる。幌内保駅に改称[1]。

- 1943年（昭和18年）4月1日：南樺太の内地化にともない、鉄道省（国有鉄道）に編入。
- 1945年8月：ソ連軍が南樺太へ侵攻、占領し、駅も含め全線がソ連軍に接収される。
- 1946年
  - 2月1日：日本の国有鉄道の駅としては、書類上廃止。
  - 4月1日：ソ連国鉄に編入。ロシア語駅名は「クリュコヴォ」。

## 駅名の由来
当駅の所在する地名からであり、地名はアイヌ語の「ポロ・ナイポ」（大きい川、大きい所の小川、大きな沢）による。

## 運行状況
（1944年当時）
- 1945年現在、上りは敷香駅発元泊駅行き2本と白浦駅行きと落合駅行き各1本であった。下りは敷香駅行きが3本と上敷香駅行き1本であった。
- 大泊港駅発着の夜行列車は通過していた。

## 隣の駅
鉄道省樺太鉄道局
樺太東線
北樫保駅 - 幌内保駅 - 東礼文駅